# 佐久間村 (千葉県)
佐久間村（さくまむら）は、千葉県安房郡（平郡）にかつて存在した村である。
現在の安房郡鋸南町の南東部に位置している。鋸南町の地名として現存している。

## 沿革
- 1889年（明治22年）4月1日 - 町村制の施行により佐久間中村、佐久間下村、奥山村、大崩村が合併し、平郡佐久間村が成立。
- 1897年（明治30年）4月1日 - 平郡が安房郡に編入。
- 1955年（昭和30年）3月10日 - 勝山町と合併し、改めて勝山町を新設。同日佐久間村廃止。